# Wüstungen um Jena
Zu den  Wüstungen um Jena gehören 26 frühere Ortschaften im heutigen Stadtgebiet von Jena, die nicht mehr existieren. Ursachen für diese hohe Dichte sind unter anderem kriegerische Auseinandersetzungen, wie die Einnahme der Burgen auf dem Hausberg durch die Erfurter 1304, der Thüringer Grafenkrieg von 1342 bis 1346 oder der Sächsische Bruderkrieg von 1446 bis 1451, aber auch natürliche Faktoren wie Wasserknappheit und Umweltkatastrophen. Für das Verschwinden einiger Ortsnamen ist auch die Verschmelzung mit dem nächstgrößeren Ort verantwortlich, wie bei den alten Jenaer Vorstädten.

## Benndorf
Gelegen zwischen Kunitz (ehemals „Aldencondiz“) und Wenigenkunitz, am Fuße des Jenzigs. Die Ortslage ist anhand von Flurnamen gut zu lokalisieren.

## Büsitz
Eine bislang unveröffentlichte Untersuchung ergab, dass sich dieser Ort, nach dem sich im 13. und 14. Jahrhundert auch ein Adelsgeschlecht nannte, im Uferbereich des Gembdenbaches zwischen Gembdenmühle und Jenaprießnitz befand.

## Clöchwitz
Archäologisch wie urkundlich lässt sich die Siedlung von 1259 bis kurz nach 1300 nachweisen. Sicherlich ist sie im Zusammenhang der Erstürmung der burggräflich Kirchbergischen Burgen in Mitleidenschaft gezogen worden.

## Dürrengleina
Die Wüstung Dürrengleina oder meist nur Gleine genannt liegt auf der Höhe des Kospoth zwischen Winzerla und Oßmaritz südlich des Kleinertals. Eine gleichnamige Siedlung befindet sich auf der Höhe südlich des Leutratals, welche aber mehr oder weniger zufällig im ausgehenden 18. Jh. erst so benannt wurde, zuvor nur Gleina hieß. In Urkunden seit dem Beginn des 14. Jh. mehrmals erwähnt, scheint „Dorrenglyne“ zumindest in Teilen noch im 15. Jh. gestanden zu haben. Schon 1420 ist nur noch ein Rest der Siedlung vorhanden.
Ein Adelsgeschlecht von Gleina lässt sich nachweisen, hat aber sehr wahrscheinlich seinen Ursprung in Schön-Gleina. Ob der Ort im Bruderkrieg zerstört wurde, ist unklar. Eher lässt die schlechte Wasserversorgung auf der Höhe auch ein Wüstwerden aus wirtschaftlichen Gründen vermuten. Die Flur wurde zwischen Oßmaritz und Winzerla geteilt. An der Stelle des einstigen Dorfes legte im 17. Jahrhundert Friedrich von Kospoth ein Vorwerk an.

## Gaberwitz
Anhand von Urkunden und Flurnamen lässt sich diese Wüstung im Bereich nordwestlich von Laasan, in Richtung Kunitz, am Fuß des großen Gleißberges nachweisen.

## Hirschdorf
Grabungen bei der Anlage des Neubaugebietes Lobeda-Ost brachten die lange Zeit nicht lokalisierbare Wüstung Hirschdorf zutage. Diese lag im Bereich der Schulen unterhalb der Erlanger Allee, unweit des Kreisverkehrs an der Ilmnitzer Straße.

## Hodelsdorf/auf dem Sande
Hodelsdorf oder die Vorstadt auf dem Sande war eine Siedlung im Osten der alten Kernstadt auf der Insel zwischen Saale und der Lache, einem Seitenarm. Durch Hodelsdorf führte vom Saaltor kommend eine der wichtigen Handelsstraßen Jenas und weiter über die Camsdorfer Brücke nach Osten. Der Ort entstand durch die Erschließung der außerhalb der gesicherten Stadt liegenden Gebiete und ging schließlich ganz in Jena auf. Die Lache existiert heute nicht mehr, sie verlief parallel zur Fischergasse und zum nordöstlichen Löbdergraben. An die Insel zwischen Saale und Lache und an den Ort auf dem Sande erinnert der heutige Inselplatz.

## Kalthausen
Der Ort Kalthausen lag zwischen Kunitz und Golmsdorf, nach einer Zeichnung zwischen zwei Flussarmen der Saale und gegenüber der Burg Gleisberg. In der Flur Kunitz tauchen noch die Namen „in Kalthausen“ und „die Hofstatt“ auf. 1299 wird das Dorf erstmals in einer Urkunde der Herren von Gleisberg erwähnt. Eine weitere schriftliche Erwähnung findet sich 1317. Wahrscheinlich ist Kalthausen parallel zur Zerstörung der Burg Gleisberg untergegangen. Auch der sich ständig verändernde Lauf der Saale in diesem Gebiet könnte Ursache für das Wüstwerden sein.

## Kötschen
Der Ort Kötschen lag in der Nähe des Stadtteils Zwätzen. 1290 werden Güter zu „Cozstin“ oder „Cotsin“ genannt. Östlich von Zwätzen erscheinen die Flurbezeichnungen „das Kötschfeld“ und „der Kötschmar“. Die Ursache des Wüstfallens ist ungeklärt.

## Krotendorf
Ein Zeuge des Ortes könnte die sogenannte „Krautgasse“ in Jena sein, die in die Richtung dieses im Mühltal, bei der Weidigsmühle liegenden Dorfes hinführte. Namen wie z. B. Krotenberg, Krotenmühle usw. zeugen in mittelalterlichen Quellen von dessen Existenz. Belegt ist der Ort vor allem durch den umfangreichen Besitz des Klosters Bürgel in selbigem.

## Leutra
Als Leutra wurde im Mittelalter die westliche Vorstadt Jenas bezeichnet, nicht zu verwechseln mit dem Dorf Leutra bei Maua. Eine eigene Siedlung war Leutra allem Anschein nach nicht gewesen. Die Namensentlehnung vom Leutrabach, der Mühltal-Leutra, ist durch seine Entfernung von demselben problematisch. Erst kürzlich wurde eine sehr schlüssige Argumentation vorgelegt, nach der Leutra erst mit der Abzweigung eines Teils der Leutra zur Durchspülung der Jenaer Altstadt im späten 13. Jh. entstanden ist.
Der neu geschaffene Leutra-Arm verlief somit direkt durch die Vorstadt Leutra, bis sie beim Johannistor in die Altstadt eintrat. Durch die Leutra-Vorstadt führte die Wagnergasse vom Johannistor westlich zum Erfurter Tor, einem Teil der einstigen Anlage zur Vorverteidigung der Stadt. Durch die Ausweitung des Stadtgebietes in der Neuzeit ging Leutra ganz in Jena auf.

## Niederleutra
Die Wüstung Nieder- oder Unterleutra liegt am Leutrabach zwischen den Jenaer Stadtteilen Leutra und Maua. Deshalb waren früher die Ortsbezeichnungen Ober- und Unterleutra gebräuchlich. Der Ort wurde durch die sogenannte Thüringer Sintflut im Jahre 1613 zerstört. Die Flur ging nach (Ober)Leutra. Flurbezeichnungen wie „im Unterleutraschen Holze“, „überm Dorfe“, „am Baumgarten“ und „zwischen den Dörfern“ erinnern an das Dorf.
Beim Bau der heutigen Bundesautobahn 4 1937 entdeckte man bei Erdbewegungen viele feste Steinblöcke und Gefäßbruchstücke. Es folgte eine archäologische Untersuchung unter der Leitung von Gotthard Neumann von der Friedrich-Schiller-Universität Jena. Dabei wurde festgestellt, dass die Autobahn quer durch die mittelalterliche Siedlung Niederleutra geführt worden war und diese dabei zerstört hatte.
Im Jahre 1420 war die Siedlung noch bewohnt.

## Nobis/Möbis

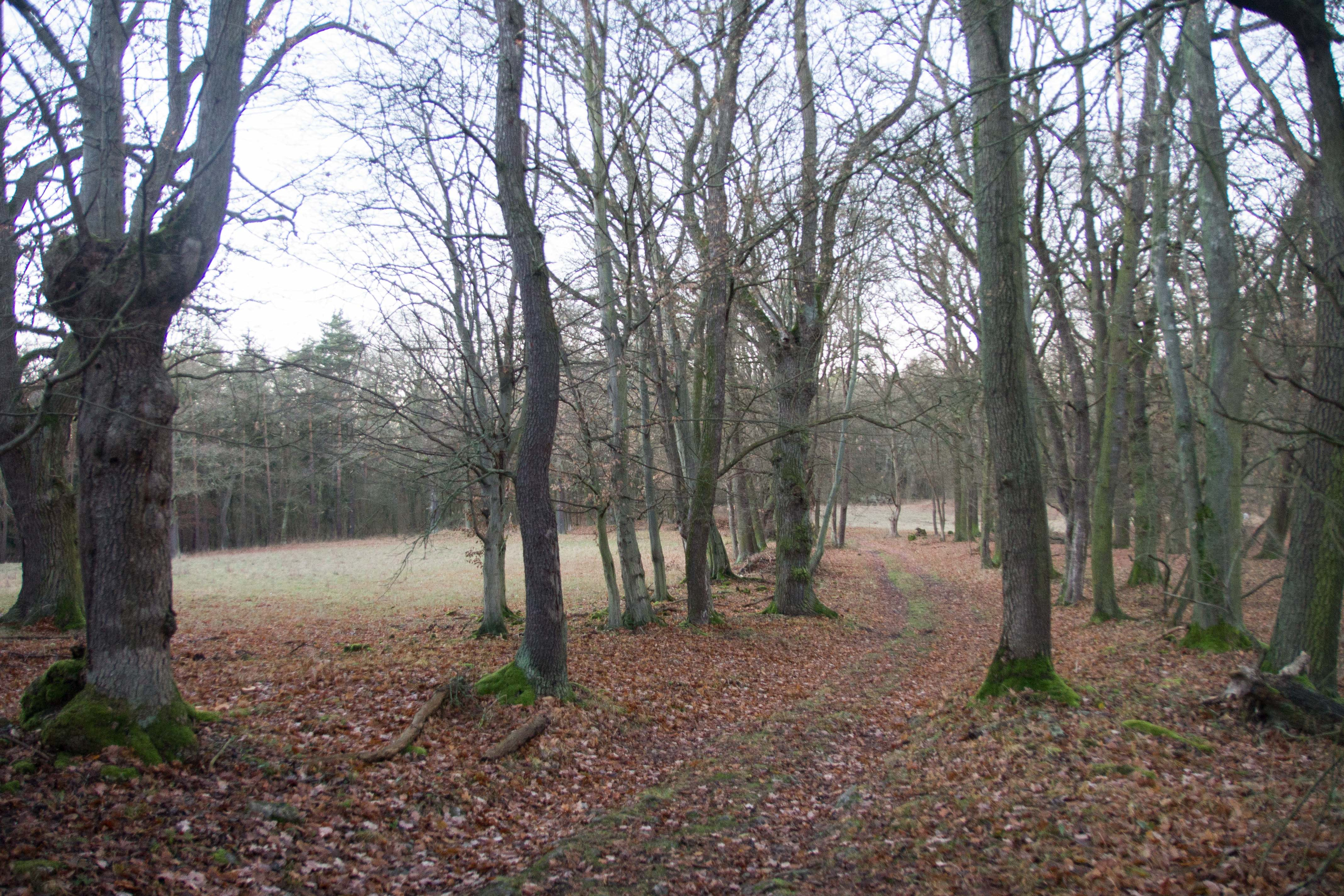
Die Wüstung Möbis bei Jena

Im Jenaer Stadtforst lag die Ortschaft Nobis bzw. Möbis (auch Nebis oder Nöbis). „Nobus“ wird mehrmals in Urkunden genannt und ging wahrscheinlich im sächsischen Bruderkrieg unter. Andererseits könnte auch das Versiegen des Brunnens eine Ursache gewesen sein. 1328 taucht auch der Familienname Nöbis auf. Nach dem Wüstfallen wurde die Flur zwischen Münchenroda und Ammerbach aufgeteilt. Noch im Jahre 1420 werden Einwohner des Ortes namentlich genannt.

## Nollendorf
Die Wüstung Nollendorf liegt auf dem sogenannten „Lerchenfeld“ nördlich des Stadtzentrums. Der Ort wird erstmals 1346 erwähnt. Nach dem Jenaer Geschossbuch von 1406 befinden sich Nollendorfer Besitzungen in der Nähe der heutigen Zwätzengasse. Bei der Siedlung stand auch ein Brauhaus, das sich nördlich des alten Universitätsgebäudes befand. Später ging der Ort in die Zwätzenvorstadt über und somit in Jena auf. An Nollendorf erinnert noch der Nollendorfer Hof und die Nollendorfer Straße. Auch die Gaststätte „Zur Noll“ hieß früher „Nollendorfer Schankwirtschaft“.

## Proschitz
Die Wüstung Proschitz liegt am Hang bzw. auf der Höhe der „Platte“, dem heutigen Jägerberg nördlich von Jena. Vermutlich wurde das Dorf im 15. Jahrhundert wegen Wassermangel aufgegeben. Proschitz wird im Urkundenbuch des Deutschen Ritterordens zwischen 1282 und 1306 erwähnt. Dabei werden Zwätzen und Proschitz immer zusammen genannt. Im Jenaer Geschossbuch werden mehrere Grundstücke „Am Proschitzer Wege“ aufgeführt. Der Ort besaß eine Kirche, welche das Dorf überdauerte, da sie aus Stein erbaut wurde und noch bis ins 17. Jahrhundert als Ruine erkennbar war, ein Flurname lautet „die wüste Kirche“.

## Rödel
Die Wüstung Rödel (oder Rodeln) liegt südöstlich von Isserstedt im Jenaer Mühltal. 1356 wird das Gut „zu den radiln“ und 1357 das Dorf „zum Rödel“ erwähnt. Das Dorf ist mit dem Grafenkrieg wüst gefallen. An der Stelle des einstigen Ortes existiert noch das Waldstück „das Rödel“.

## Schetzelsdorf
Hierbei handelt es sich wahrscheinlich um eine Häusergruppe westlich der Altstadt, die bislang nicht genauer lokalisiert werden konnte. Im Geschossbuch von 1406 wird sie mehrfach erwähnt.

## Schichmannsdorf
Die Wüstung Schichmannsdorf liegt im Mühltal westlich von Jena in der Nähe der jetzigen Papiermühle. Wahrscheinlich wurde der Ort im Grafenkrieg Mitte des 14. Jahrhunderts oder schon 1304 bei der Einnahme der Hausbergburgen zerstört. 1401 wird in einer Urkunde „Schickmannsdorff“ bereits als verlassenes Dorf genannt.

## Schlendorf
Die Wüstung Schlendorf liegt unterhalb der Burg Windberg am Hang des Hausberges. Das Dorf war vermutlich eine Ansiedlung von Burgmannen von Kirchberg. Schlendorf wurde wahrscheinlich mit der Belagerung und Zerstörung der Hausbergburgen 1304 zerstört. Der Ort wird darauf folgend mehrmals als Wüstung genannt. An das einstige Dorf erinnern heute die Straßennamen „Schlendorfer Straße“ und „Schlendorfer Oberweg“.

## Schondorf
Die Wüstung Schondorf (auch Schöndorf) liegt nordöstlich von Closewitz, nach Lehesten hin. Flurnamen wie „der Schöndorfer Garten“ und „Schondorfer Grund“ nördlich des Rautals verweisen auf die Ortschaft. Schondorf wird 1355 als wüst bezeichnet, seine Flur kam nach Closewitz. Ein gleichlautender Familienname lässt sich seit dem 15. Jahrhundert in mehreren nahegelegenen Orten nachweisen.

## Selzdorf
Die Wüstung Selzdorf oder Seltzdorf (auch Seldens-, Seldis- oder Seldigsdorf genannt) liegt in der Gemarkung Lobeda nahe der Lobdeburg. In einer Urkunde von 1291 werden zwei Weinberge bei „Seldenstorf“ erwähnt. Außerdem taucht im 14. Jahrhundert auch der Familienname „Seldensdorf“ auf. Der Flurname „das Selzdorf“ hat sich bis heute erhalten. Noch 1468 soll ein Seltzdorfer Vorwerk und ein Seltzdorfer Brunnen in der Nähe der Lobdeburg gestanden haben. Wie der Ort wüst fiel, ist nicht bekannt.

## Wenigenkunitz
Die Wüstung Wenigenkunitz liegt zwischen Kunitz und Wenigenjena und war vermutlich eine Ansiedlung unterworfener Slawen. Das Dorf wird in einer Urkunde 1343 und im Jahre 1406 im Jenaer Geschossbuch in Verbindung mit einem Weinberg als „Wenigen Condicz“ genannt. Die Flurbezeichnung „zu Wenigen-Kunitz“ in der Gemarkung Kunitz weist darauf hin.

## Wüstenwinzerla
Wüstenwinzerla lag unterhalb des Beutenberges. Bodenkundliche Untersuchungen verorten die Wüstung am Berghang des Grießberges zwischen Winzerla und Oßmaritz.

## Ziskau
Die Wüstung Ziskau liegt südöstlich des Jenaer Stadtteils Lützeroda und westlich von Closewitz. Das Dorf scheint wie Schondorf im Grafenkrieg zerstört wurden zu sein. Es wird 1351 als wüst bezeichnet. Die Einwohner siedelten vermutlich nach Closewitz um. In Urkunden des 14. Jahrhunderts kommt der Familienname „Cyscowe“ oder „Cystowe“ vor. Der Ort gab dem Ziskauer Tal zwischen Cospeda und Lützeroda seinen Namen.

## Zweifelbach
Die alte Jenaer Vorstadt im Süden bezeichnete man als Zweifelbach. Durch die wirtschaftliche Bedeutung der Straße nach Süden entstand schon bald eine Vorstadtsiedlung entlang der Neugasse. Außerdem befand sich hier das 1414 gegründete Karmelitenkloster Zum Heiligen Kreuz. Der Name Zweifelbach lässt sich durch die Lage an den zwei Bachläufen der Leutra, also der „Zwiefaltbach“ erklären. Auch diese Vorstadt ging in der Neuzeit völlig in Jena auf.